# Tommy Jackson
Thomas Lee "Tommy" Jackson Jr. (31 de marzo de 1926 – 9 de diciembre de 1979) fue un violinista estadounidense, considerado como "uno de los mejores violinistas comerciales de todos los tiempos".  Tocó en cientos de discos country desde la década de 1940 hasta la de 1970, y se ha afirmado que "probablemente se le ha escuchado en más discos country que cualquier otro músico". 

## Biografía
Nacido en Birmingham (Alabama), pero creció en Nashville (Tennessee) a donde se trasladó su familia cuando era un bebé. Se formó como violinista desde niño y siendo todavía muy joven participó en giras con Johnnie Wright y Kitty Wells, y actuó siendo adolescente con las bandas de Curley Williams y Paul Howard en el programa de radio Grand Ole Opry, antes de servir como artillero de cola en las Fuerzas Aéreas del Ejército durante la Segunda Guerra Mundial.   
A su regreso a la vida civil en 1946, realizó una gira con Whitey Ford antes de unirse a la orquesta de Red Foley en el Grand Ole Opry. También comenzó a trabajar como músico de sesión, a veces como parte de un grupo denominado The Nashville A-Team que también incluía a Jerry Byrd, Louis Innis y Zeke Turner. Jackson tocó en muchas de las grabaciones clásicas de Hank Williams de finales de la década de 1940, incluido " Lovesick Blues ".  En 1948, él y sus compañeros músicos de estudio comenzaron a actuar regularmente como Pleasant Valley Boys, en Midwestern Hayride y otros programas producidos por la estación de radio WLW en Cincinnati, y también grabaron como músicos de sesión para el sello discográfico King Records.   
Regresó a Nashville a principios de la década de 1950 y grabó con Hank Williams, Webb Pierce, Faron Young y muchos otros. Entre finales de los años 1940 y 1960 también grabó muchos álbumes de hoedown bajo su propio nombre, para los sellos Mercury, Decca y Dot, y muchas de sus grabaciones ahora se consideran versiones definitivas.  Desarrolló su propio estilo, como el toque de una sola cuerda que introdujo en el éxito de Ray Price de 1956, " Crazy Arms ". Tocó en casi todas las grabaciones de Price hasta mediados de la década de 1960, así como en las de George Jones y Bill Monroe, y se convirtió en el violinista de estudio más solicitado de Nashville durante ese período. 
Su trabajo de estudio se agotó en gran medida durante la década de 1970 cuando los intérpretes más jóvenes asumieron el control. Murió en Nashville en 1979 a la edad de 53 años.